# (14551) Itagaki
(14551) Itagaki est un astéroïde de la ceinture principale.

## Description
(14551) Itagaki est un astéroïde de la ceinture principale. Il fut découvert le 22 octobre 1997 à Nanyo par Tomimaru Okuni. Il présente une orbite caractérisée par un demi-grand axe de 2,75 UA, une excentricité de 0,22 et une inclinaison de 7,1° par rapport à l'écliptique.
Il est nommé d'après l'astronome amateur japonais Kōichi Itagaki.

## Compléments